# Mats Wahl
Mats Wahl (Malmö, 10 mei 1945 – 14 augustus 2025) was een Zweedse jeugdschrijver.

## Leven en werk
Hij groeide op in Gotland en Stockholm waar hij aan de universiteit pedagogiek, literatuurgeschiedenis en sociale antropologie studeerde. Daarna gaf hij les aan kinderen met problemen. Over zijn ervaringen en conclusies publiceerde hij wetenschappelijke artikels. Later schreef hij verhalen, romans en detectives. Voor de Zweedse televisie maakt hij jeugdseries.
Hij schreef onder andere "Zoek", het eerste verhaal over inspecteur Fors en een verhaal over Hilmer Eriksson, een zestienjarige jongen die vermist raakt en het slachtoffer geworden was van zinloos geweld op school. Inspecteur Fors keert terug in "Raak", "Dood" en "Wraak". Zoek was de basis van de film The Invisible.
Hij werd bekroond met de Nils Holgersson-plaket in 1989, in 1993 de Augustprijs, in 1994 de Janusz-Korczakprijs, in 1996 de Deutscher Jugendliteraturpreis en in 2002 de Kulturpriset till Adam Brombergs minne en de Gustav-Heinemann-Friedenspreis.
Wahl overleed op 14 augustus 2025 op 80-jarige leeftijd.